# Gaston Ier de Foix-Grailly
Pour les articles homonymes, voir Gaston de Foix.
Ne doit pas être confondu avec Gaston II de Foix-Béarn.
 (mars 2019).
Gaston 1er de Foix-Grailly, né en 1383 et mort après 1455, est captal de Buch, comte de Longueville et  Benauges, vicomte de Castillon et de Meille(s) (Maella en Aragon), seigneur de Grailly, Sainte-Croix de Villagrand, Rolle (biens familiaux en Guyenne, Gex et Aragon), baron de Doazit (1439, échange avec Louis d’Epoys). Il est capitaine de Bazas entre 1424 et 1442.

## Biographie
Gaston de Foix est le second fils d'Archambaud de Grailly, vicomte de Benauges, et d'Isabelle de Foix, héritiers par substitution des comtes de Foix de la seconde branche (Foix-Castelbon). Gaston suit toute sa vie le parti du roi d'Angleterre en raison des biens qu'il possédait en Guyenne. Il se distingue à la bataille d'Azincourt en 1415,, . Gaston de Foix est un puissant seigneur de Guyenne ayant participé à la Guerre de Cent Ans du côté anglo-gascon, alors que son frère aîné le comte-vicomte Jean de Foix est du côté français bien qu'il ait joué à certains moments la carte anglaise. 
En 1424, Gaston est choisi comme capitaine de la cité de Bazas qui se trouve sur la ligne de front et dont l’enceinte nécessite de grosses réparations. Un peu contre son gré, mais ne voulant pas froisser le roi d’Angleterre, il accepte la charge. Il est élevé chevalier de l'Ordre de la Jarretière en 1438-1439. En 1441 il participe activement à la prise de Tartas. Cependant après la défaite finale des Anglais il vend au comte de Foix, son neveu Gaston, et au comte de Dunois, par acte du 20 juin 1451 et pour 84 000 écus, toutes ses terres de Guyenne et se retire dans une de ses possessions en Aragon, la seigneurie de Maella où il meurt quelques années plus tard.

## Mariages et enfants
Il se marie en 1410 avec Marguerite d'Albret († 1453), fille d'Arnaud-Amanieu d'Albret et de Marguerite de Bourbon. Ils ont comme enfants :
- Jean de Foix, souche des Foix-Candale
- Jeanne de Foix
- Isabeau de Foix mariée, en premières noces, en 1425, avec Jacques Ier de Pons, Vicomte de Turenne, puis, en secondes noces, en 1462, avec Pierre de Peralta, comte de Santisteban
- Agnès de Foix

Il a aussi, de liaisons, des enfants naturels :
- Gaston de Béarn, bâtard
- Jeannette de Béarn
- Marguerite de Béarn
- Jeanne, bâtarde de Béarn